# Prósimna (Berbati)
Prósimna (en grec, Πρόσυμνα) és el nom d'un poble de Grecia que pertany al municipi d'Argos-Micenes, en la unitat perifèrica d'Argòlida. Anteriorment s'havia anomenat Berbati. En l'any 2011 tenia una població de 589 habitants.

## Antiga ciutat

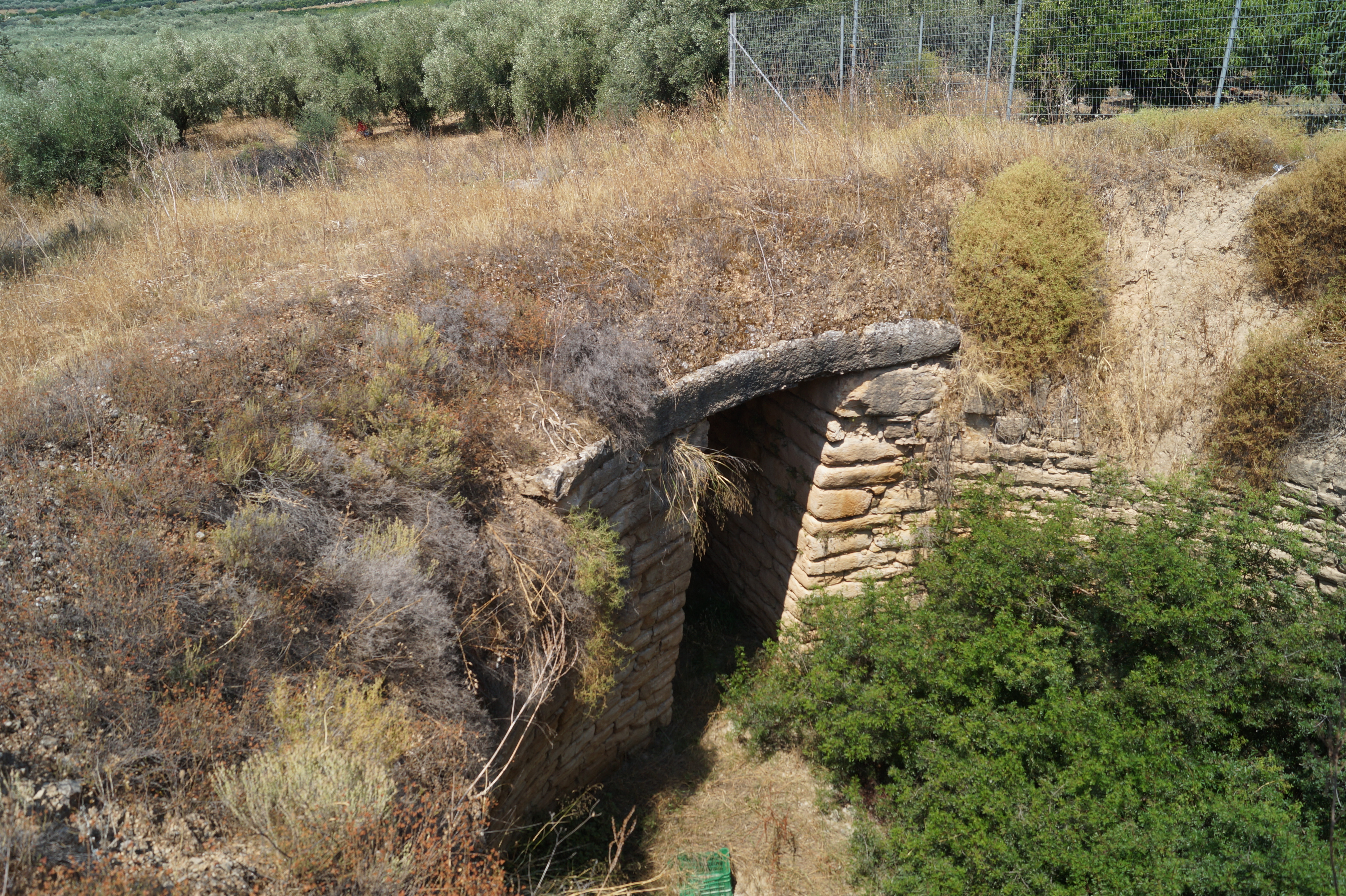
Tolos trobat en l'antiga Prósimna

A uns quilòmetres al sud-oest del poble hi ha les restes de l'antiga ciutat de Prósimna (Berbati).
Estrabó diu que el seu territori limitava amb el de Tirint i que allí es trobava un santuari d'Hera, el famós Herèon d'Argos.
Segons la mitologia grega, el seu nom deriva d'una filla d'Asterió anomenada Prósimna que, juntament amb les seues germanes Acrea i Eubea, van ser nodrisses d'Hera.

## Arqueologia
El llogaret estigué habitat del Neolític ençà. A l'àrea on es trobava l'antiga Prósimna (Berbati), Panagiotis Stamatakis descobrí al 1878 una tomba en forma de tolos construïda en època micènica i que també havia estat reutilitzada en períodes posteriors. Les recerques arqueològiques prosseguiren a càrrec d'equips de l'Institut Suec d'Atenes en la dècada de 1930 i després durant les de 1980 i 1990, i hi trobaren dues àrees d'assentament en dues parts diferents del vessant del turó Mastos, pertanyents als períodes hel·làdic antic i hel·làdic recent, respectivament. S'hi han trobat tolos i grans quantitats de ceràmica que testifiquen que el lloc fou un important centre de producció d'aquest material durant molts segles. Durant els períodes hel·lenístic primerenc i romà tardà l'àrea també experimentà un auge.